# Boris Viktorovič Tomaševskij
Boris Viktorovič Tomaševskij (in russo Бори́с Ви́кторович Томаше́вский?; San Pietroburgo, 29 novembre 1890 – Gurzuf, 24 agosto 1957) è stato un filologo, critico letterario e slavista russo.

## Biografia
Nato a Pietroburgo nel 1890, Boris Tomaševskij terminò gli studi ginnasiali nel 1908. Sospettato di avere simpatie rivoluzionarie, non poté frequentare l'università in Russia. Si trasferì quindi in Belgio, dove nel 1912 si diplomò come ingegnere elettrico presso l'istituto Montefiore di Liegi. Successivamente si recò a Parigi, dove seguì corsi di letteratura francese alla Sorbona. Una volta tornato in Russia, a partire dal 1915 inizio a pubblicare brevi saggi dedicati a questioni di metrica, a Puškin e al rapporto tra la letteratura francese e russa.
Fu studioso di spicco del formalismo russo e della teoria della letteratura. Profondo conoscitore di letteratura russa e francese, fu uno dei primi a fare critica letteraria con rigore e attenzione scientifici. Lavorò a contatto con Viktor Borisovič Šklovskij, Osip Maksimovič Brik, Jurij Nikolaevič Tynjanov e Boris Michajlovič Ėjchenbaum nel OPOJAZ (OПOЯЗ - Общество изучения Поэтического Языка, "Società per lo studio del linguaggio poetico"), dal 1916 per una ventina d'anni. Solo per una sua temporanea assenza da Pietroburgo il suo nome non comparve tra i fondatori dell'OPOJAZ. Lavorò a contatto anche con il Centro linguistico di Mosca, altro nucleo del formalismo russo. Una volta che il formalismo entrò ufficialmente a far parte del mondo accademico, Tomaševskij divenne membro della "Facoltà di storia della letteratura", diretta da Viktor Žirmunskij presso l'Istituto Nazionale di Storia dell'Arte di Pietrogrado: come docenti, insieme a lui figurano Šklovskij, Ejchenbaum, Tynjanov e Vinogradov.
Lavorò anche nel Museo Puškin di Gurzuf, una città balneare della Crimea, dove morì nel 1957 ed è sepolto.

## Rapporto con il formalismo
Tomaševskij può essere considerato il primo storico del formalismo: fu lui a riconoscere in Baudouin de Courtenay, nei futuristi e nel seminario di Vengerov (ora citati in qualsiasi manuale) i principali stimoli per la formazione della scuola formalista. Inoltre, in Teoria della letteratura e in altri suoi saggi, si occupò di sistematizzare e mettere a punto delle definizioni generali dei maggiori concetti elaborati dai formalisti: a Tomaševskij si devono le definizioni di fabula e intreccio, di motivazione, tema e altre.
Si occupò inoltre di Fëdor Dostoevskij, Aleksandr Ostrovskij, Ivan Gončarov, Anton Antonovič Del'vig, Aleksej Vasil'evič Kol'cov, Michail Lermontov e soprattutto di Aleksandr Puškin, di cui ha curato più volte le edizioni delle opere e su cui ha scritto una monografia fondamentale (il cui secondo volume è rimasto incompiuto). 

## Opere
- Russkoe stichosloženie. Metrika [trad. La versificazione russa. La metrica], 1923
- Teorija literatury, 1925, trad. e introduzione di Maria Di Salvo, Teoria della letteratura, Milano: Feltrinelli, 1978
- Sjužetnoe postroenie, 1925, trad. di Gian Luigi Bravo, La costruzione dell'intreccio, in I formalisti russi, a cura di Cvetan Todorov, Torino: Einaudi, 1968, pp. 305–50.
- Problema stichotvornogo jazyka, 1927, trad. di Gian Luigi Bravo, Sul verso, in I formalisti russi, cit, pp. 187–204.
- Pisatel' i kniga. Očerk tekstologii [trad. Lo scrittore e il libro. Saggio di critica del testo], 1928
- O stiche: stat'i, 1928
- Kratkij kurs poetiki, 1931
- Puškin, 1956
- Stich i jazyk. Filologičeskie očerki [trad. Versi e linguaggio] (postumo), 1958
- Stilistika i stichosloženie. Kurs lekcij [trad. Stilistica e versificazione] (postumo), 1959